# Kriegerdenkmal Behnsdorf

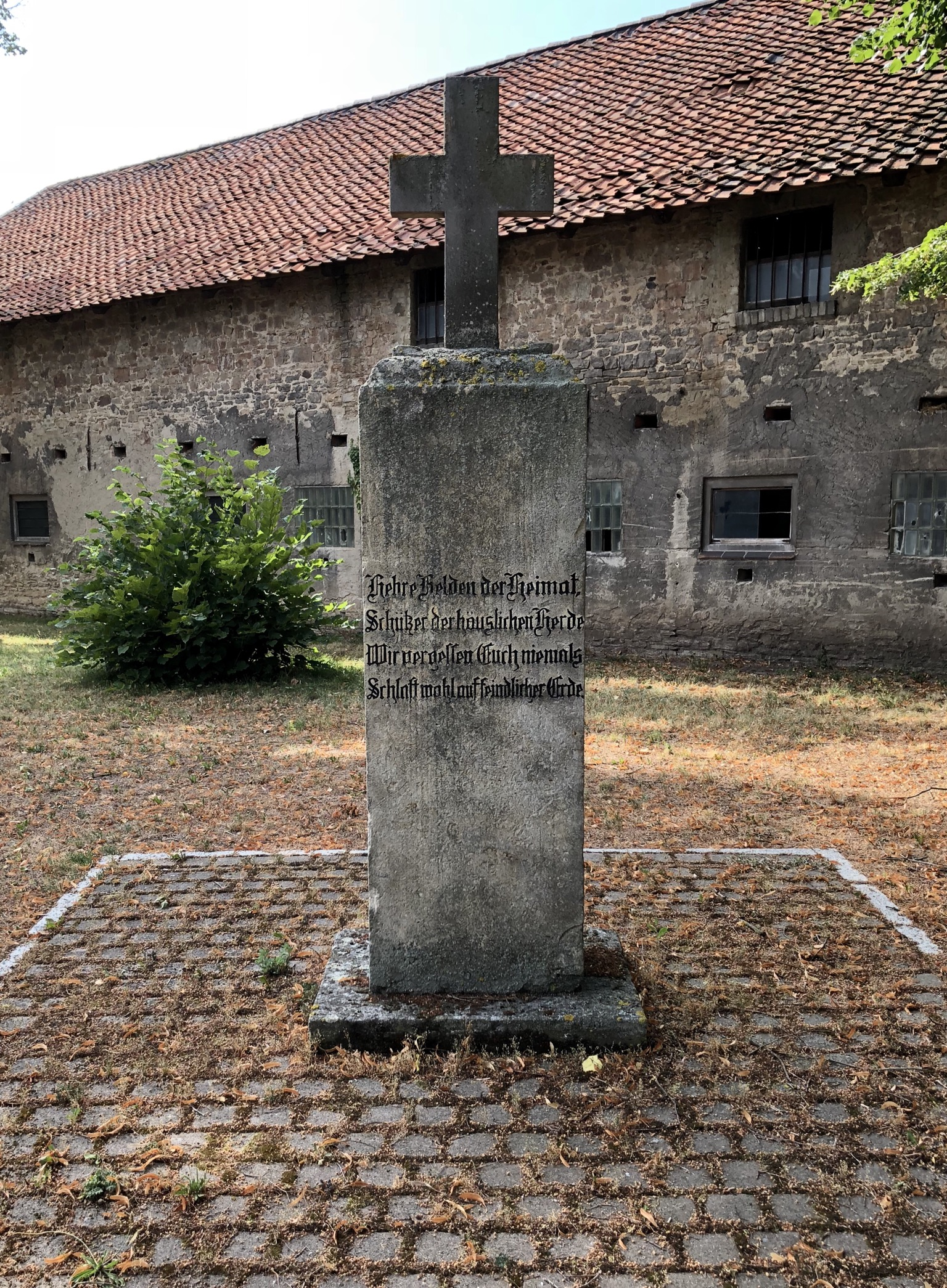
Kriegerdenkmal Behnsdorf, 2019

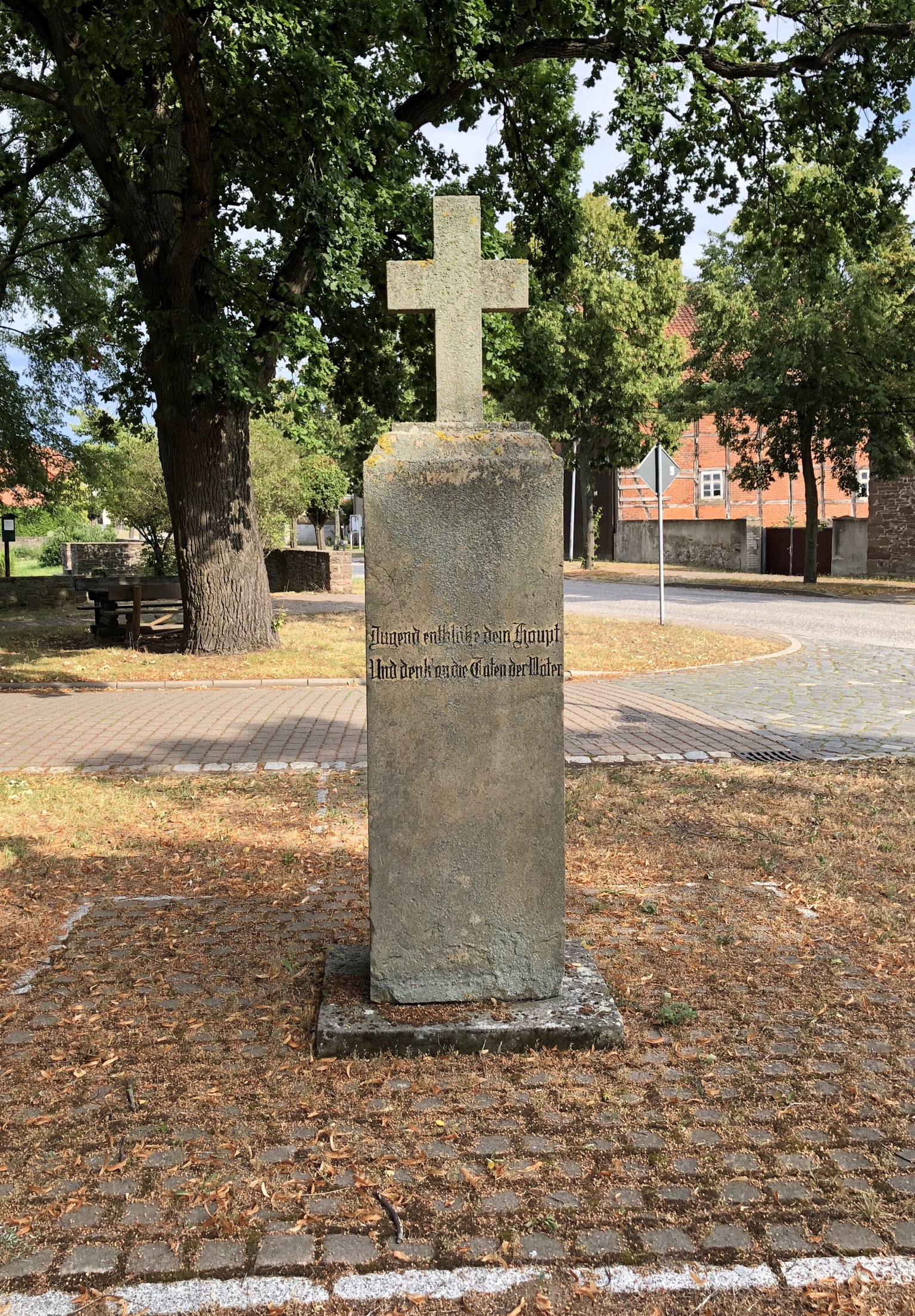
Rückseite

Das Kriegerdenkmal Behnsdorf ist ein Kriegerdenkmal im zur Gemeinde Flechtingen gehörenden Dorf Behnsdorf in Sachsen-Anhalt.
Es befindet sich in einer kleinen Grünanlage nördlich der Flechtinger Straße, westlich der einmündenden Belsdorfer Straße.
Das Denkmal besteht aus einer steinernen Stele die von einem Kreuz bekrönt wird.
Auf der nach Osten weisenden Seite der Stele befindet sich die Inschrift:
Hehre Helden der Heimat,

Schützer der häuslichen Herde

Wir vergessen Euch niemals

Schlaft wohl auf feindlicher Erde.
Die Ostseite ist wie folgt beschriftet:
Jugend entblöße dein Haupt

Und denk’an die Taten der Väter
Ein bestimmter Krieg, dessen gedacht wird, ist nicht angegeben. 
Im Ort besteht an einer anderen Stelle ein weiteres Kriegerdenkmal.